# Furacão Harvey
O Furacão Harvey é um ciclone tropical que atingiu o solo no estado do Texas, nos Estados Unidos, como um grande furacão de Categoria 4, e é o primeiro furacão desta magnitude a atingir o país desde o Furacão Wilma em 2005, tornando-se assim o primeiro grande furacão de Categoria 3 (ou mais) a atingir os Estados Unidos em mais de 12 anos. Também é o primeiro furacão de Categoria 4 (ou mais) a atingir o país desde o Furacão Charley em 2004. É o primeiro furacão a atingir o estado do Texas desde o Furacão Ike em 2008, o primeiro furacão de Categoria 3 (ou mais) a atingir o estado desde o Furacão Bret em 1999 e o mais forte a atingir o estado desde o Furacão Carla em 1961, e produziu a segunda menor pressão barométrica já registrada na história do estado ao atingir o solo. Também é o furacão mais forte no Golfo do México desde o Furacão Rita em 2005.
A oitava tempestade nomeada, o terceiro furacão e o primeiro grande furacão da Temporada de furacões do Atlântico de 2017, o Furacão Harvey se desenvolveu a partir de uma onda tropical ao leste das Pequenas Antilhas no dia 17 de agosto. A tempestade atravessou as Ilhas de Barlavento no dia seguinte, passando ao sul de Barbados e depois perto da Ilha de São Vicente. Ao entrar no Mar do Caribe, o Furacão Harvey começou a enfraquecer devido ao moderado cortante do vento e degenerou-se em uma onda tropical no norte da Colômbia no início de 19 de agosto. Os remanescentes foram monitorados para regeneração, enquanto continuava para o oeste-noroeste em todo o Caribe e na Península de Yucatán antes de voltar a desenvolver-se sobre a Baía de Campeche em 23 de agosto. O Furacão Harvey começou a se intensificar rapidamente em 24 de agosto, recuperando o status de tempestade tropical e tornando-se um furacão mais tarde naquele dia. Movendo-se geralmente para o noroeste, a fase de intensificação do Furacão Harvey permaneceu ligeiramente estável durante a noite de 24 a 25 de agosto, porém o Furacão Harvey logo retomou o fortalecimento e se tornou um furacão de Categoria 4 no final de 25 de agosto. Horas depois, o Furacão Harvey atingiu o solo em Rockport, Texas, em sua máxima intensidade.
O Furacão Harvey causou cerca de 71 mortes: uma na Guiana e setenta nos Estados Unidos. O diretor da Agência Federal de Gestão de Emergências (FEMA) Brock Long chamou o ocorrido de "o pior desastre na história do Texas", e espera que a recuperação demore anos. Os valores preliminares das perdas econômicas estimadas estão entre entre US$ 70 bilhões de dólares até US$ 190 bilhões de dólares em danos infligidos pelo furacão.

## Impacto

### No Caribe e na América Latina
Residentes de Barbados tiveram falta de fornecimento de energia elétrica, principalmente nas províncias de Christ Church, Saint Joseph, Saint Lucy, e Saint Michael. Pontes nas províncias de Saint Andrew e Saint Joseph foram danificadas pelos ventos do furacão.
Fortes chuvas e ventos fortes também afetaram a Guiana e o Suriname. No primeiro país, a vila de Jawalla foi afetada, com quatro casas demolidas, enquanto outras cinco residências e duas lojas tiveram danos em sua estrutura física. No Suriname, a capital de Paramaribo causou danos na cobertura no palácio presidencial e duas casas, além de danos estruturais em um hotel.

### Estados Unidos
Texas

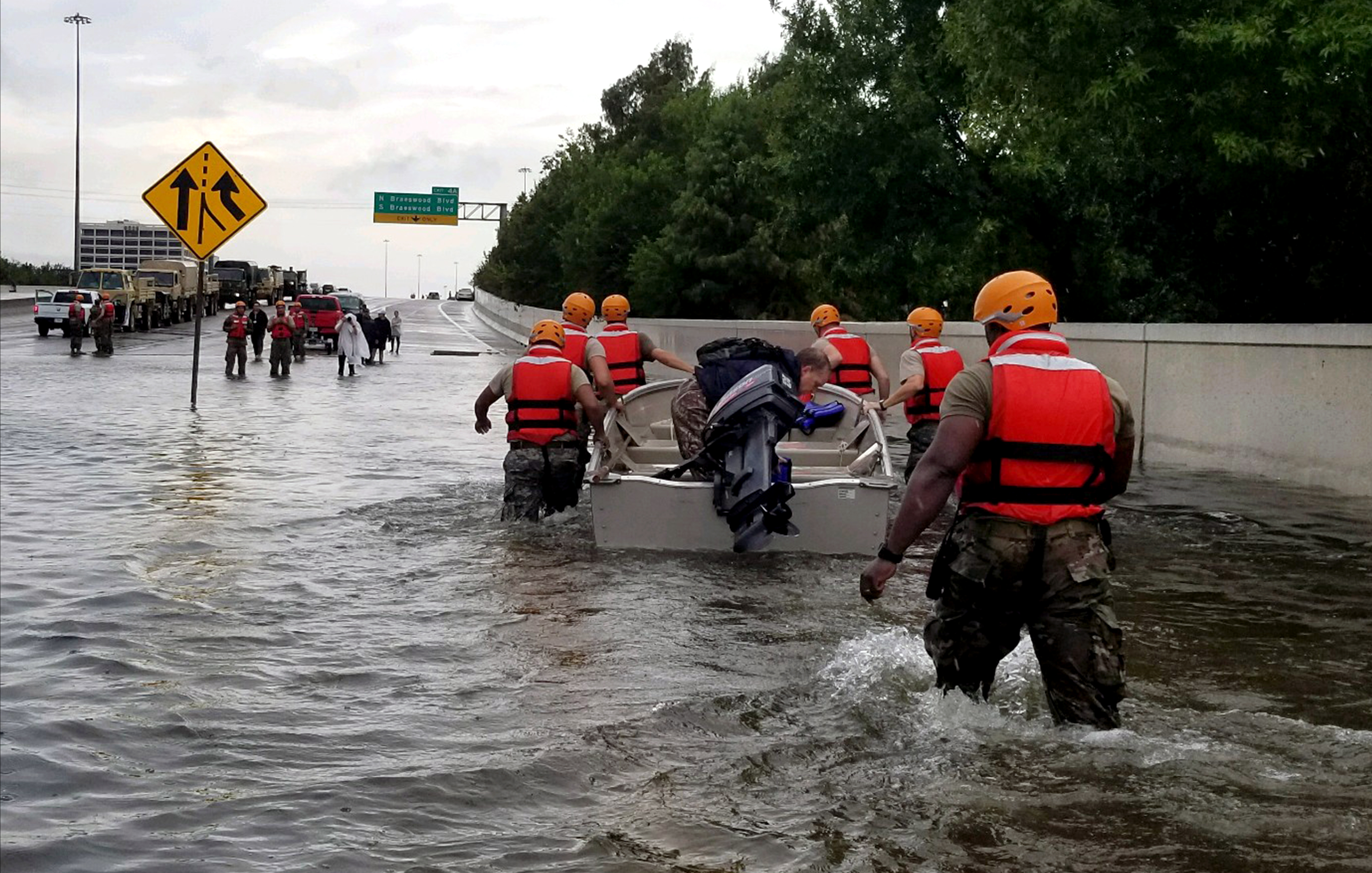
Soldados da Texas Army National Guard percorrem as ruas inundadas de Houston, num momento em que o Furacão Harvey continua a fazer subir o nível das águas.

Na região metropolitana de Grande Houston e no Sul do Texas, estima-se que um volume equivalente a 9 trilhões de galões de água de chuva tenha caído na região pela tarde do dia 27 de Agosto. Mais de 1 600 voos foram cancelados e aeroportos, como o Aeroporto Intercontinental George Bush e o Aeroporto William P. Hobby, foram fechados.
Uma evacuação mandatória foi emitida para todos os cidadãos na cidade de Bay City, após projeção de modelos de previsão do tempo estimavam que o centro da cidade poderia sofrer inundações de até 3 metros de profundidade. As inundações poderiam cortar acesso à cidade por volta das 13 horas (UTC−8).
No dia 28 de agosto, o Corpo de Engenheiros do Exército dos Estados Unidos começou a liberação controlada das águas nas barragens Addicks e Barker, que protegem a cidade de Houston do rio Buffalo Bayou, para proteger as proximidades da cidade de inundações.
O Furacão Harvey foi a tempestade mais potente a atingir o Texas em mais de cinquenta anos, deixando no estado mais de sessenta mortos e deslocando mais de um milhão de cidadãos.
Em setembro de 2017, foi encontrada na praia de Texas uma estranha criatura sem olhos e com dentes afiados após a passagem do Furacão Harvey. De acordo com um biólogo que analisou as imagens, trata-se de uma espécie de enguia nativa do oeste do Atlântico e Golfo do México.